# 牛ノ戸焼
牛ノ戸焼（うしのとやき）は、鳥取県鳥取市河原町にて焼かれる陶器。

## 概要
天保年間に因幡の陶工、金河藤七によって開窯。その後は小林梅五郎に継承された。以後、二代、三代にわたり、徳利や擂り鉢などの日用雑器を焼いていた。1931年、四代目小林秀晴が民藝運動家の吉田璋也からの指導を受け、鳥取新作民藝を代表する緑と黒の染分皿を作り出した。このほか、柳宗悦、バーナード・リーチらの激励や指導も受けた。六代目と七代目にいたって、時計などのインテリア作成も製作している。
牛ノ戸焼は「用の美」を追求した作品であり、芸術性より実用性において評価を得ている。トレードマークの梅紋は初代から継承されている刻印である。素朴な民芸調で太く堅牢と評され、主に日用雑器が焼かれる。ほかには、イッチン描き（筒描き）も見られる。島根県の布志名焼や出西窯らと同様、民藝運動家たちの影響が強い焼き物である。